# (5788) 1992 NJ
(5788) 1992 NJ là một tiểu hành tinh nằm ở rìa ngoài của vành đai chính. Nó được phát hiện bởi Robert H. McNaught ở Đài thiên văn Siding Spring ở Canberra, Australia, ngày 1 tháng 7 năm 1992.